# Ján Palárik
Ján Palárik (27. duben 1822 Raková – 7. prosinec 1870 Majcichov u Trnavy) byl slovenský katolický kněz, spisovatel-dramatik, publicista, překladatel a národní buditel. Patřil vedle Jána Chalupky k nejznámějším slovenským dramatikům 19. století.

## Život
Jeho otec Šimon Palárik († 4. března 1841) byl místní učitel a varhaník. Matka Anna byla rozená Pastorková. Ján Palárik měl sedm sourozenů, dospělosti se vsak dožili jen jeho dva bratři a dvě jeho sestry. Počáteční vzdělání, i hudební, dostal od rodičů. Gymnázium studoval v Prešově a Kecskemétu, teologii pak studoval v Ostřihomi, Bratislavě a Trnavě. Spolu s Jozefem Viktorinem, Martinem Hattalou a hrabětem Rudolfem Nyárim zde vytvořili kroužek národně uvědomělých, pokrokově a racionalisticky orientovaných seminaristů.
Po vysvěcení působil ve Starém Tekově, Vindšachte (dnes Štiavnické Bane) a Banské Štiavnici. V letech 1852-1862 působil na německé faře v Pešti. V šedesátých letech 19. století se začal věnoval politické publicistice, přispíval zejména do časopisu Priateľ školy a literatúry a Slovenských novín. Významným způsobem zasáhl do dobových jazykových sporů týkajících se podoby spisovného slovenského jazyka – ve svých článcích hájil tzv. štúrovskou slovenštinu.
Spoluzakládal Matici slovenskou, pro její potřeby pak posuzoval divadelní hry a byl také pořizovatelem čítanek a gramatiky pro katolické školy. V roce 1868 se účastnil založení nové politické strany – Novej školy slovenskej. Jejím cílem bylo spolu s uherskou levicí obnovit zákony z roku 1848 a učinit z rakouské reálné unie pouhou unii personální.
Své politické názory Palárik otevřeně prezentoval i v almanachu Lipa (1864), kde nabídl vlastní variantu řešení vztahů mezi slovanskými národy: necentralistickou, demokratickou a federalistickou reformu slovanské myšlenky s odmítnutím ruského absolutismu – čímž se polemicky vymezil zejména vůči rusofilské koncepci Jána Kollára.
Od roku 1862, na přímluvu hraběnky Esterházyové-Bezobrazovové, působil v Majcichově až do své smrti. Zemřel v důsledku žaludečních vředů. V Majcichově je i pohřben a v místním kulturním domě lze navštívit jeho pamětní místnost.

## Dílo

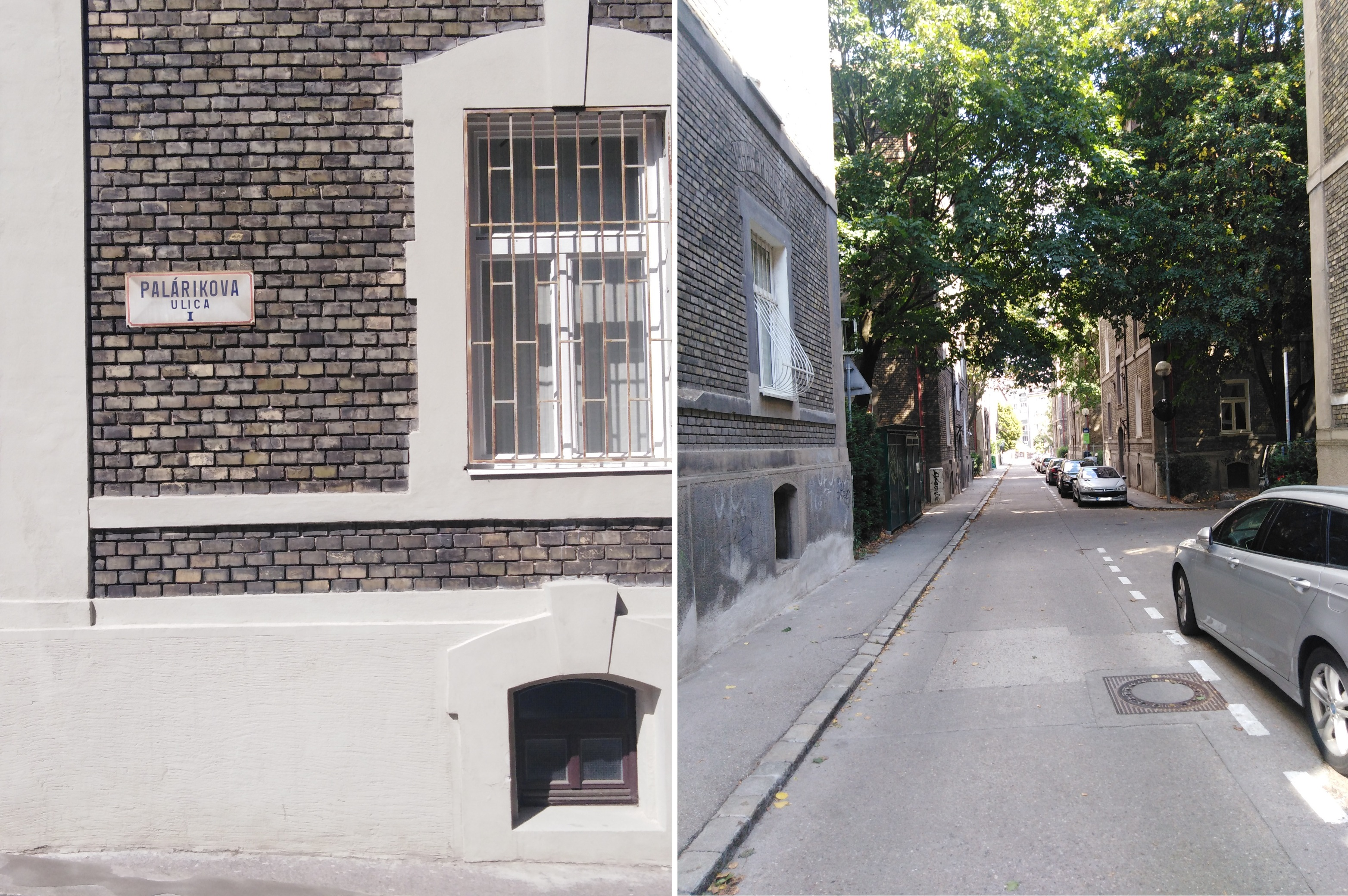
Palárikova ulice v Bratislavě

Zpočátku byl činný zejména v periodikách; vydával časopis Cyrill a Method a za prosazování ekumenismu a demokratizačních reforem v církvi na jeho stránkách byl potrestán církevním vězením a přeložením do Pešti. Později redigoval Katolícke noviny pre dom a cirkev. Jeho literární dílo se skládá zejména z dramat, ale také z mnoha publicistických děl a několika učebnic (náboženství, čítanek, gramatik pro slovenské školy). Ve svých dílech vyjadřuje zejména opravdové vlastenectví a snahu o rozmach slovenského jazyka i kultury.
Pro jeho veselohry je typická komediální zápletka postavená na principu záměny postav, satirické zobrazení pokřivenosti společenského života i lidských charakterů a problematika národního odpadlictví. Všechny jeho hry byly inscenované u divadelních ochotníků a zaznamenaly velký úspěch. S odstupem času bývají hodnoceny jako příliš dobově determinované, přičemž se vyzdvihuje zejména jejich dokumentární hodnota – věrně popisují dobovou atmosféru, takže jsou důležitým přínosem pro pochopení epochy, v níž autor žil.
Byl i překladatelem, z němčiny překládal především Ch. Schmida (Spisy pre mládež, 1955–1856). Používal pseudonymy Beskydov, Ján Bezkydov či Paliarik Ján.

## Dějiny divadla a teatrologie
Palárik spolu s Jonášem Záborským a Janem Chalupkou patřili k trojici nejvýznamnějších slovenské dramatiků 19. století. Encyklopedie slovenských spisovatelů uvádí, že Palárikova veseloherní tvorba představuje v jasných barvách atmosféru ze závažného dějinného úseku národní aktivity, s dodatkem, že před Palárikem byl tento barvitý rozměr spojený s životním optimismem národní kultuře neznámý. Dějiny slovenské literatury uvádějí, že Palárik dílem Inkognito uvedl na scénu lid jako „protiklad maloměstských odrodilců“ a dodávají, že postavy mají „kocourkovské vlastnosti“, jako například napodobování pánů či pletení maďarských, německých a francouzských slov. Jak uvádí kulturolog Lukáš Perný Palárikovy hry překypují výsměchem mamonářství, pokrytectví, aristokratického povýšenictví nebo elitářství, lakomství, ale i násilného pomaďarčování. Jejich typickým znakem je komediální zápletka postavená na principu záměny postavy, společenská satira společenských vrstev.
Palárik je také autorem studie, v níž popsal vlastní divadelní principy, čímž přispěl i do divadelní teorie, resp. teatrologie. „Důležitosti dramatické národní literatury“ vyšly v časopise Sokol.

## Filosofické a politické postoje
Palárikovy sociální, politické, geopolitické, etické a filozofické názory obsahují myšlenku rovnoprávnosti mezi národy a optimisticky předpokládají federalizaci Uherska. Požaduje uznání národního jazyka jako prostředku národní osvěty. Národní jazyk považuje za integrální součást občanství (a s ním souvisí svoboda vyučování, svoboda tisku, národní osvěta a vzdělanost) a tvrdě kritizuje zaznávání národních práv.
Lukáš Perný uvádí, že Palárik ve svých textech filozoficky pracuje s termínem svoboda, a to v etatistickém/komunitárním duchu (svobodná obec, svoboda jednotlivých kmenů, duch svobody; národní samostatnosti, samospráva a svoboda; samostatné svobodné státy slovanské atd.) a také s ideou rovnoprávnosti mezi národy.
Zastával také demokraticko-reformní zásahy do církve, což církev pobouřilo a uvrhla ho do církevního vězení a bez jeho souhlasu bylo zveřejněno prohlášení, ve kterém se zříká svých názorů.

## Ocenění
- Je po něm pojmenována obec Palárikovo
- od roku 2001 i Divadlo Jána Palárika v Trnavě
- Divadelní soubor J. Palárika[10]
- Palárikova Raková, festival ochotnických divadel[11]

Odkaz Jana Palárika připomínají i:
- Raková (kulturní dům[12], památná tabule na místě rodného domu[13], památní pokoj[14], pomník[15]),
- Starý Tekov (památník)[16],
- Hronské Kľačany (památník)[17],
- Štiavnické Bane (památné tabule pro kontext vydávání Cyrilla a Methoda a památná tabule na kostele svatého Josefa)[18],
- Hoste (památná tabule)[19],
- Abraham (památná tabule)[20],
- Opoj (památná tabule)[21];
- pamětní tabule v kostele sv. Terezie v Budapešti[22];
- busta, hrob[23] a památný pokoj[24] v Majcichově.

### Publicistika
- 1852 – Ohlas pravdy v záležitosti spisovné reči slovenské
- 1858 – Concordia (almanach vydaný ve spolupráci s J. Viktorínom)
- 1860 – Dôležitosť dramatickej národnej literatúry

### Divadelní hry
- 1858 – Inkognito (veselohra)
- 1860 – Drotár (veselohra)
- 1862 – Zmierenie alebo Dobrodružstvo pri obžinkoch (veselohra)
- 1871 – Dimitrij Samozvanec (tragédie)